# El Quinche (parroquia)
El Quinche es una parroquia basílica que está situada al este de la ciudad de Quito, en Ecuador. Es famosa por la peregrinación mariana que, año tras año, se realiza a su santuario.
Actualmente esta bajo una época separatista, junto con Tumbaco, Cumbayá, Nayón, Puembo, Pifo, Tababela, Yaruqui y Checa, para formar el Cantón Ilaló.

## Quinche
La palabra Quinche tiene origen en la lengua Quechua, cuyo significado se compone de dos vocablos, Quin que significa Sol y Chi que significa Monte. Por tanto, apoyados en los aportes etimológicos de Manuel Moreno Mora, Quinche significa Monte del Sol.
Se comprueba al salir el sol en equinoccio de Quitoloma, lugar arqueológico preincásico ubicado sobre el Quinche.
estudios arqueoastronómicos Boris Ullauri M.

## Costumbres religiosas
Su característica más importante es la imagen de madera de la Virgen de El Quinche, tallada a finales del siglo XVI por el artista y arquitecto Diego de Robles. 
La segunda semana de noviembre más de 800.000 creyentes realizan la peregrinación al santuario de la Virgen de El Quinche que parte desde el pueblo de Calderón con destino a El Quinche; la caminata se la realiza durante la noche, y se llega al amanecer del siguiente día a la iglesia de El Quinche.
El 21 de noviembre se celebra la misa de fiesta para luego terminar con la procesión por todas las calles del Quinche .

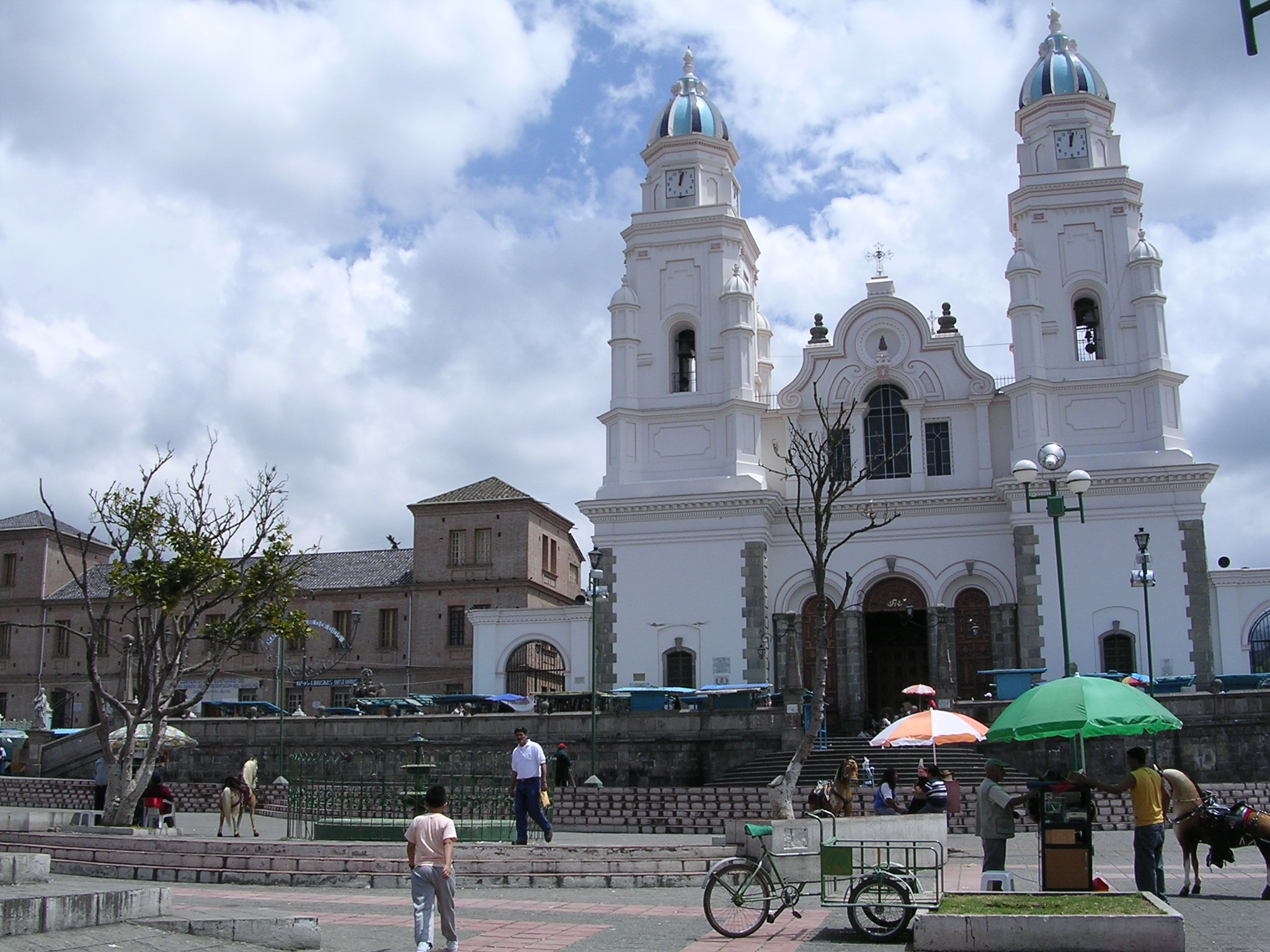
Santuario de la Virgen de El Quinche.

## Manifestaciones culturales
El Centro Cultural  "Templo del Sol Naciente" alberga las expresiones culturales del pueblo dentro de ellas se destacan la música y la danza.

## Galería

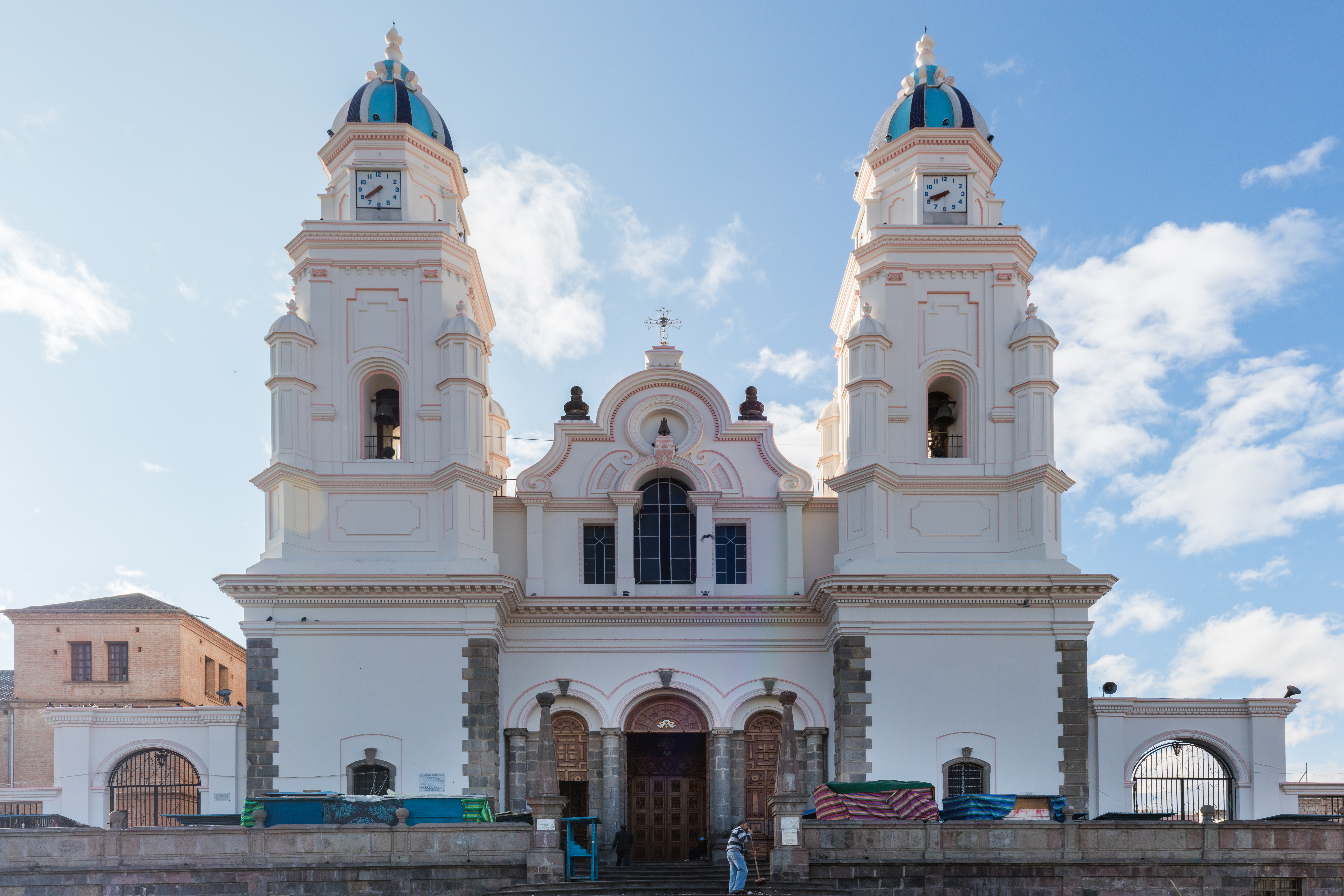
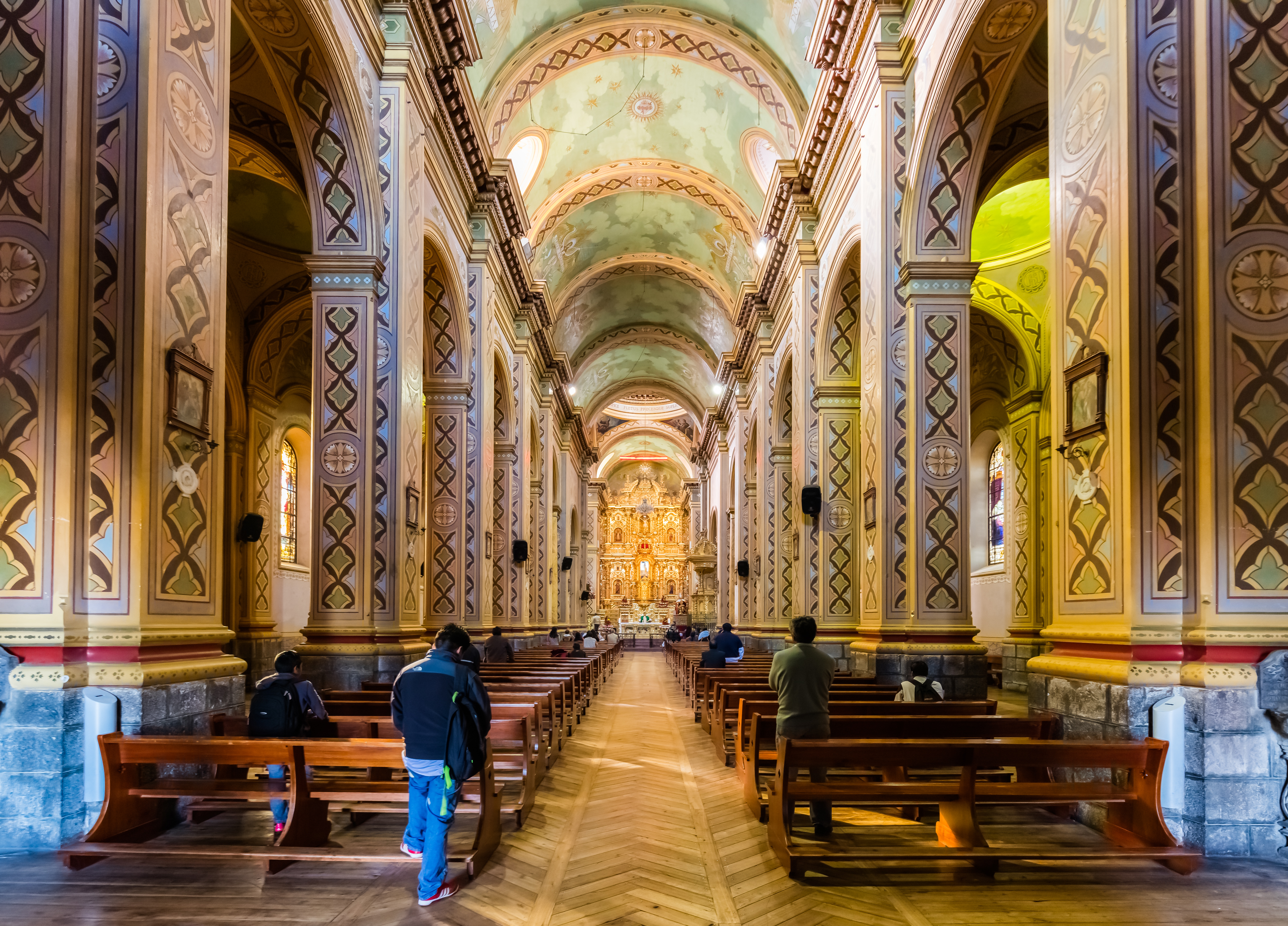
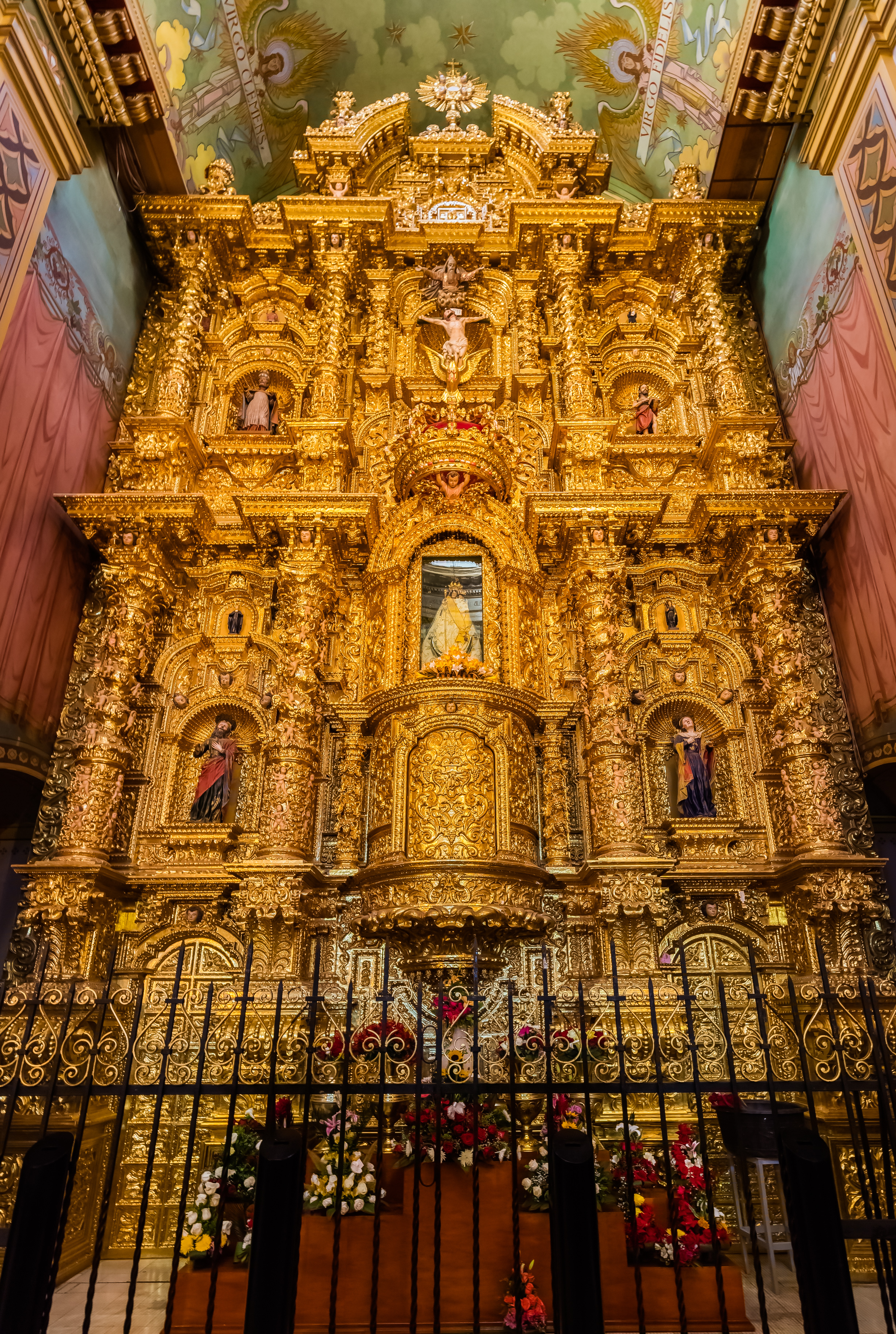
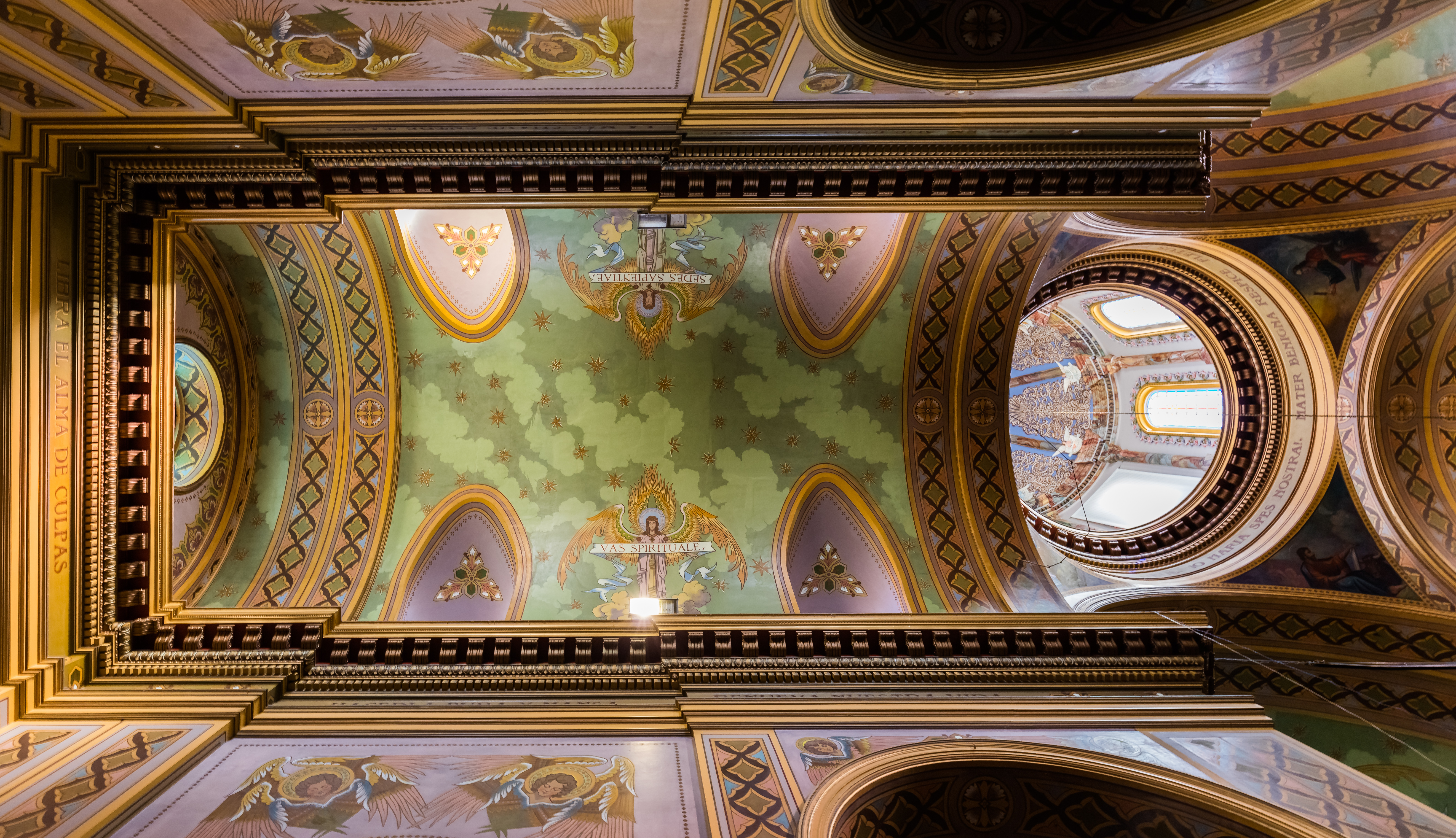
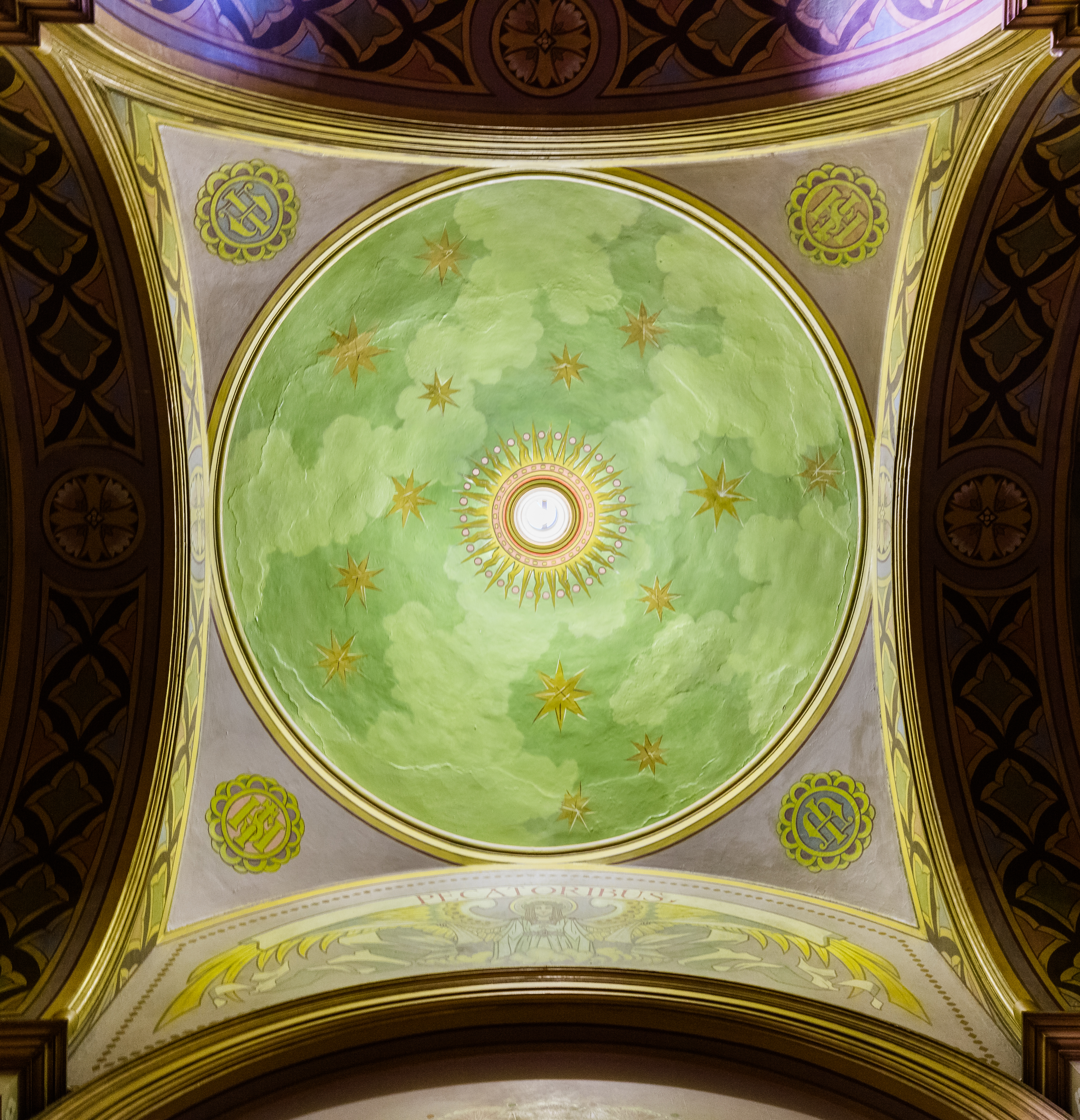
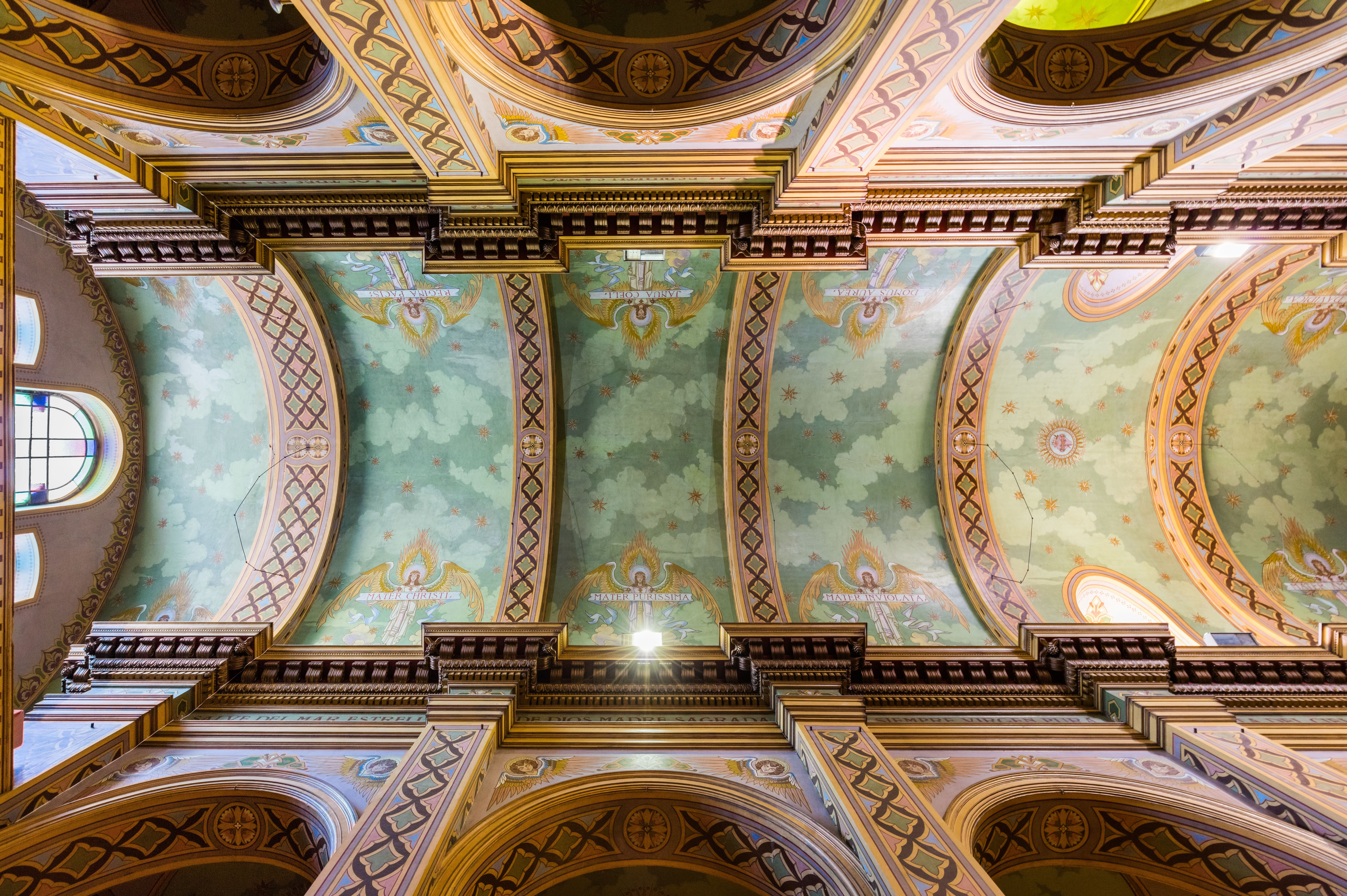